# 蒲勒醇
蒲勒醇（英語：pulegol），别名胡薄荷醇，化学名1-甲基-4-异丙烯基环己-3-醇，化学式C10H18O，为异蒲勒醇的同分异构体，存在于翼柄花椒（Zanthoxylum schinifolium）等植物中。